# ترانه‌شناسی آلبوم‌های مایکل جکسون
مایکل جکسون متولد ۷ شهریور ۱۳۳۷ و درگذشته به تاریخ ۴ تیر ۱۳۸۸ (ه‍. ش)؛ موسیقیدان اهل آمریکا است.
او به عنوان یکی از بانفوذترین هنرمندان و سرگرمی‌سازان تمام دوران‌ها شناخته می‌شود.
تقریبأ چهار دهه است که جکسون به خاطر استعدادش در هنر و مد و همچنین نفوذش در مردم و داشتن کاتولوگ‌های با ارزش و مشکلات زندگی خصوصی‌اش، جزئی از فرهنگ عامه شده‌است.
این موسیقی‌دان، در طول ۴۶ سال فعالیت حرفه‌ای خود در صنعت موسیقی، ۱۰ آلبوم استودیویی، ۷۱ آلبوم گردآوری‌شده، ۶ آلبوم چندآهنگه، ۲ آلبوم موسیقی متن، ۷ آلبوم ریمیکس و ۱ آلبوم زنده منتشر کرد.
به خاطر دریافت گواهی‌نامه‌های بسیار از کشورهای مختلف و همچنین فروش این آلبوم‌ها در کشورهای بسیار، آلبوم‌شناسی مایکل جکسون در ۲ مقاله مورد بررسی قرار می‌گیرد:
- آلبوم‌شناسی مایکل جکسون (موقعیت در جدول‌های موسیقی)
- آلبوم‌شناسی مایکل جکسون (گواهی‌نامه‌ها و میزان فروش)

برجسته‌ترین آلبوم‌ها (گردآوری نشده)
باید آنجا باشم (۱۹۷۲)
بن (۱۹۷۲)
موسیقی و من (۱۹۷۳)
مایکل، برای همیشه (۱۹۷۵)
غیرمعمول (۱۹۷۹)
تریلر (۱۹۸۲)
بد (۱۹۸۷)
خطرناک (۱۹۹۱)
تاریخ (۱۹۹۵) 
خون روی زمین رقص (۱۹۹۷)
شکست‌ناپذیر‌ (۲۰۰۱)
مایکل (۲۰۱۰)
اکسکیپ (۲۰۱۴)

## آلبوم‌های استودیویی
| عنوان                                                                         | اطلاعات آلبوم                                                                                 | موقعیت در جدول‌ها | موقعیت در جدول‌ها | موقعیت در جدول‌ها | موقعیت در جدول‌ها | موقعیت در جدول‌ها | موقعیت در جدول‌ها | موقعیت در جدول‌ها | موقعیت در جدول‌ها | موقعیت در جدول‌ها | موقعیت در جدول‌ها | فروش | گواهی‌نامه‌ها (فروش) |
| عنوان                                                                         | اطلاعات آلبوم                                                                                 | بیلبورد          | ای‌آرآی‌ای         | کانادا           | فرانسه           | آلمان            | هلند             | نیوزیلند         | اسپانیا          | سوئیس            | بریتانیا         | فروش | گواهی‌نامه‌ها (فروش) |
| ----------------------------------------------------------------------------- | --------------------------------------------------------------------------------------------- | ---------------- | ---------------- | ---------------- | ---------------- | ---------------- | ---------------- | ---------------- | ---------------- | ---------------- | ---------------- | --- | --- |
| باید آنجا باشم                                                                | - انتشار: ۲۴ ژانویه ۱۹۷۲ - ناشر: موتاون - فرمت‌ها: ال‌پی، کاست، 8-track                         | ۱۴               | —                | —                | ۱۲۱              | —                | —                | —                | —                | —                | ۳۷               | | - آمریکا: طلا |
| بن                                                                            | - انتشار: ۴ اوت ۱۹۷۲ - ناشر: موتاون - فرمت‌ها: ال‌پی، کاست، 8-track                             | ۵                | ۶۵               | ۱۲               | ۱۶۲              | —                | —                | —                | —                | —                | ۱۷               | | - بریتانیا: نقره |
| موسیقی و من                                                                   | - انتشار: ۱۳ آوریل ۱۹۷۳ - ناشر: موتاون - فرمت‌ها: ال‌پی، کاست، 8-track                          | ۹۲               | ۲۷               | —                | ۱۰۸              | —                | —                | —                | —                | —                | —                | | |
| مایکل، برای همیشه                                                             | - انتشار: ۱۶ ژانویه ۱۹۷۵ - ناشر: موتاون - فرمت‌ها: 8-track, کاست، ال‌پی                         | ۱۰۱              | —                | —                | —                | —                | —                | —                | —                | —                | —                | | |
| غیرمعمول                                                                      | - انتشار: ۱۰ اوت ۱۹۷۹ - ناشر: اپیک رکوردز - فرمت‌ها: Reel-to-reel, ال‌پی، کاست، 8-track, ام‌دی   | ۳                | ۱                | ۴                | ۲۷               | ۲۵               | ۸                | ۲                | ۱۱               | ۲۷               | ۳                | - جهانی: 20,000,000 - میوزیک کانادا: 300,000 - بریتانیا: 1,800,000                                                        | - آمریکا: ۸× پلاتین - استرالیا: ۵× پلاتین - کانادا: پلاتین - فرانسه: پلاتین - بریتانیا: پلاتین - هلند: پلاتین - نیوزیلند: ۶× پلاتین - سوئد: پلاتین - بریتانیا: ۶× پلاتین                             |
| تریلر                                                                         | - انتشار: ۳۰ نوامبر ۱۹۸۲ - ناشر: اپیک - فرمت‌ها: Reel-to-reel, ال‌پی، کاست، 8-track, سی‌دی، ام‌دی | ۱                | ۱                | ۱                | ۱                | ۱                | ۱                | ۱                | ۱                | ۱                | ۱                | - جهانی: 66,000,000 - استرالیا: 1,150,000 - کانادا: 2,400,000 - فرانسه: 2,366,700 - هلند: 1,400,000 - بریتانیا: 4,470,000 | - آمریکا: ۳× الماس (۳۳× پلاتین) - استرالیا: ۱۶× پلاتین - کانادا: ۲× الماس - فرانسه: الماس - آلمان: ۳× پلاتین - هلند: ۸× مولتی-پلاتین - نیوزیلند: ۱۲× پلاتین - سوئد: ۶× پلاتین - بریتانیا: ۱۳× پلاتین |
| بد                                                                            | - انتشار: ۱ سپتامبر ۱۹۸۷ - ناشر: اپیک - فرمت‌ها: ال‌پی، کاست، 8-track, سی‌دی، ام‌دی               | ۱                | ۲                | ۱                | ۱                | ۱                | ۱                | ۱                | ۱                | ۱                | ۱                | - جهانی: 35,000,000 - آمریکا: 10,000,000 - فرانسه: 1,289,400 - هلند: 500,000 - بریتانیا: 4,140,000                        | - آمریکا: الماس - استرالیا: ۶× پلاتین - کانادا: ۷× پلاتین - فرانسه: الماس - آلمان: ۴× پلاتین - هلند: پلاتین - نیوزیلند: ۹× پلاتین - سوئیس: ۵× پلاتین - بریتانیا: ۱۳× پلاتین                          |
| خطرناک                                                                        | - انتشار: ۲۶ نوامبر ۱۹۹۱ - ناشر: اپیک - ال‌پی، کاست، سی‌دی، ام‌دی                                | ۱                | ۱                | ۳                | ۱                | ۱                | ۱                | ۱                | ۱                | ۱                | ۱                | - جهانی: 32,000,000 - استرالیا: 740,000 - فرانسه: 1,985,500 - بریتانیا: 2,010,069                                         | - آمریکا: ۸× پلاتین - استرالیا: ۱۰× پلاتین - کانادا: ۶× پلاتین - فرانسه: الماس - آلمان: ۴× پلاتین - هلند: ۳× مولتی-پلاتین - نیوزیلند: ۶× پلاتین - سوئیس: ۵× پلاتین - بریتانیا: ۶× پلاتین             |
| هیستوری                                                                       | - انتشار: ۲۰ ژوئن ۱۹۹۵ - ناشر: اپیک - فرمت‌ها: ال‌پی، کاست، سی‌دی، ام‌دی                          | ۱                | ۱                | ۱                | ۱                | ۱                | ۱                | ۱                | ۲                | ۱                | ۱                | - جهانی: 22,000,000 - آمریکا: 4,000,000 - فرانسه: 1,644,200 - بریتانیا: 1,500,000                                         | - آمریکا: ۸× پلاتین - استرالیا: ۸× پلاتین - کانادا: ۵× پلاتین - فرانسه: الماس - آلمان: ۳× پلاتین - هلند: ۳× مولتی-پلاتین - نیوزیلند: ۱۰× پلاتین - سوئیس: ۳× پلاتین - بریتانیا: ۴× پلاتین             |
| شکست‌ناپذیر                                                                    | - انتشار: ۳۰ اکتبر ۲۰۰۱ - ناشر: اپیک - فرمت‌ها: ال‌پی، کاست، سی‌دی، ام‌دی                         | ۱                | ۱                | ۳                | ۱                | ۱                | ۱                | ۴                | ۲                | ۱                | ۱                | - جهانی: ۶٬۰۰۰٬۰۰۰ - آمریکا: ۲٬۱۳۸٬۰۰۰ - کانادا: ۱۰۰٬۰۰۰ - بریتانیا: ۳۶۹٬۹۱۳                                              | - آمریکا: ۲× پلاتین - استرالیا: ۲× پلاتین - فرانسه: پلاتین - آلمان: پلاتین - هلند: پلاتین - نیوزیلند: پلاتین - سوئیس: پلاتین - بریتانیا: پلاتین                                                      |
| نشانهٔ «—» مواردی را نشان می‌دهد که در آن کشور منتشر نشده یا به جدول نرسیده‌اند. |                                                                                               |                  |                  |                  |                  |                  |                  |                  |                  |                  |                  | | |

## پس از مرگ
| عنوان  | اطلاعات آلبوم                                         | موقعیت در جدول‌ها | موقعیت در جدول‌ها | موقعیت در جدول‌ها | موقعیت در جدول‌ها | موقعیت در جدول‌ها | موقعیت در جدول‌ها | موقعیت در جدول‌ها | موقعیت در جدول‌ها | موقعیت در جدول‌ها | موقعیت در جدول‌ها | فروش                                 | گواهی‌نامه‌ها |
| عنوان  | اطلاعات آلبوم                                         | بیلبورد          | ای‌آرآی‌ای         | کانادا           | فرانسه           | آلمان            | NL               | نیوزیلند         | اسپانیا          | سوئیس            | بریتانیا         | فروش                                 | گواهی‌نامه‌ها |
| ------ | ----------------------------------------------------- | ---------------- | ---------------- | ---------------- | ---------------- | ---------------- | ---------------- | ---------------- | ---------------- | ---------------- | ---------------- | ------------------------------------ | --- |
| مایکل  | - انتشار: ۱۰ دسامبر ۲۰۱۰ - ناشر: سونی - فرمت‌ها: سی‌دی  | ۳                | ۱۰               | ۲                | ۴                | ۱                | ۱                | ۱۰               | ۲                | ۲                | ۴                | - آمریکا: ۵۴۱٬۰۰۰ - فرانسه: ۱۲۰٬۰۰۰  | - آمریکا: پلاتین - آمریکا: طلا - کانادا: پلاتین - فرانسه: ۲× پلاتین - NL: طلا - نیوزیلند: طلا - بریتانیا: پلاتین |
| اکسکیپ | - انتشار: ۹ مه ۲۰۱۴ - ناشر: سونی - فرمت‌ها: ال‌پی، سی‌دی | ۲                | ۲                | ۳                | ۱                | ۲                | ۲                | ۳                | ۱                | ۲                | ۱                | - جهانی: ۱٬۷۰۰٬۰۰۰ - آمریکا: ۵۰۰٬۰۰۰ | - آمریکا: طلا - آمریکا: طلا - کانادا: طلا - فرانسه: پلاتین - آلمان: طلا - سوئد: طلا - بریتانیا: طلا              |

## گردآوری‌شده
| عنوان                                                                                               | اطلاعات آلبوم                                                                                               | موقعیت در جدول‌ها | موقعیت در جدول‌ها | موقعیت در جدول‌ها | موقعیت در جدول‌ها | موقعیت در جدول‌ها | موقعیت در جدول‌ها | موقعیت در جدول‌ها | موقعیت در جدول‌ها | موقعیت در جدول‌ها | موقعیت در جدول‌ها | فروش                                    | گواهی‌نامه فروش (فروش)                                                                                         |
| عنوان                                                                                               | اطلاعات آلبوم                                                                                               | بیلبورد ۲۰۰      | استرالیا         | کانادا           | فرانسه           | آلمان            | NL               | نیوزیلند         | اسپانیا          | سوئیس            | بریتانیا         | فروش                                    | گواهی‌نامه فروش (فروش)                                                                                         |
| --------------------------------------------------------------------------------------------------- | --- | ---------------- | ---------------- | ---------------- | ---------------- | ---------------- | ---------------- | ---------------- | ---------------- | ---------------- | ---------------- | --------------------------------------- | --- |
| یک مجموعه از قدیمی‌های مایکل جکسون                                                                   | - انتشار: ۸ دسامبر ۱۹۷۲ - ناشر: موتاون                                                                      |                  |                  |                  |                  |                  |                  |                  |                  |                  |                  |                                         | |
| بهترین‌های مایکل جکسون                                                                               | - انتشار: Augآمریکاt 28, 1975 - ناشر: موتاون - فرمت‌ها: ال‌پی، کاست                                           | ۱۵۶              | ۷۶               | —                | ۱۶               | —                | ۳                | —                | —                | —                | ۱۱               |                                         | - بریتانیا: Silver                                                                                            |
| روزی در زندگی تو                                                                                    | - انتشار: ۲۵ مارس ۱۹۸۱ - ناشر: موتاون - فرمت‌ها: ال‌پی، کاست                                                  | ۱۴۴              | —                | —                | —                | —                | —                | —                | —                | —                | ۲۹               |                                         | |
| ۱۸ بهترین موفقیت (آلبوم مایکل جکسون)                                                                | - انتشار: ۱۹۸۳ - ناشر: موتاون - فرمت‌ها: ال‌پی، کاست                                                          | —                | ۵۳               | —                | —                | —                | ۲۳               | ۲۲               | —                | —                | ۱                |                                         | - بریتانیا: پلاتین                                                                                            |
| بسته ۹ تک‌آهنگ                                                                                       | - انتشار: ۱۹۸۳ - ناشر: اپیک - فرمت‌ها: ۷"                                                                    | —                | —                | —                | —                | —                | —                | —                | —                | —                | ۶۶               |                                         | |
| ۱۴ برترین هیت                                                                                       | - انتشار: ۱۹۸۴ - ناشر: موتاون - فرمت‌ها: ال‌پی، کاست                                                          | ۱۶۸              | —                | —                | —                | —                | —                | —                | —                | —                | —                |                                         | |
| Farewell My Summer Love                                                                             | - انتشار: ۸ مه ۱۹۸۴ - ناشر: موتاون - فرمت‌ها: Reel-to-reel, ال‌پی، کاست، 8-track                              | ۴۶               | ۹۰               | ۹۴               | —                | ۴۰               | ۴۷               | ۵۰               | —                | —                | ۹                |                                         | - بریتانیا: پلاتین                                                                                            |
| Anthology                                                                                           | - انتشار: ۱۴ نوامبر ۱۹۸۶ - ناشر: موتاون - فرمت‌ها: سی‌دی                                                      | —                | —                | —                | ۱۷               | —                | —                | —                | ۸۹               | —                | —                |                                         | |
| Their Very Best – Back to Back (با دایانا راس، گلادیس نایت واستیوی واندر)                           | - انتشار: ۱۹۸۶ - ناشر: موتاون - فرمت‌ها: ال‌پی                                                                | —                | —                | —                | —                | —                | —                | —                | —                | —                | ۲۱               |                                         | |
| ترانه‌های عشق (ب دایانا راس)                                                                         | - انتشار: ۱۹۸۷ - ناشر: موتاون - فرمت‌ها: ال‌پی، کاست، سی‌دی                                                    | —                | ۸۶               | —                | —                | —                | —                | —                | —                | —                | ۱۲               |                                         | - بریتانیا: پلاتین                                                                                            |
| Singles Souvenir Pack                                                                               | - انتشار: ۱۹۸۸ - ناشر: اپیک - فرمت‌ها: ال‌پی                                                                  | —                | —                | —                | —                | —                | —                | —                | —                | —                | ۹۱               |                                         | |
| موتاون's Greatest Hits                                                                              | - انتشار: ۱۹۹۲ - ناشر: موتاون - فرمت‌ها: ال‌پی، کاست، سی‌دی                                                    | —                | ۲۷               | —                | ۶                | —                | —                | —                | —                | —                | ۵۳               |                                         | |
| Tour Souvenir Pack                                                                                  | - انتشار: ۱۹۹۲ - ناشر: اپیک - فرمت‌ها: سی‌دی                                                                  | —                | ۸۳               | —                | —                | —                | —                | —                | —                | —                | ۳۲               |                                         | |
| The Best of Michael Jackson & The Jackson 5ive (with جکسون فایو)                                    | - انتشار: ۱۹۹۷ - ناشر: موتاون - فرمت‌ها: سی‌دی                                                                | —                | —                | —                | —                | —                | —                | —                | —                | —                | ۵                |                                         | - بریتانیا: طلا                                                                                               |
| The Very Best of Michael Jackson with The Jackson Five (with The Jackson 5)                         | - انتشار: ۱۹۹۹ - ناشر: موتاون - فرمت‌ها: کاست، سی‌دی                                                          | —                | ۴۱               | —                | —                | —                | —                | —                | —                | —                | ۱۵               |                                         | - بریتانیا: پلاتین                                                                                            |
| 20th Century Masters – The Millennium Collection: The Best of Michael Jackson                       | - انتشار: ۲۰۰۰ - ناشر: موتاون - فرمت‌ها: سی‌دی                                                                | —                | —                | ۲۷               | —                | —                | —                | —                | —                | —                | —                | - کانادا: (۱۰۰،۰۰۰)                     | |
| هیستوری                                                                                             | - انتشار: ۱۶ ژوئن ۱۹۹۵ - ناشر: اپیک - فرمت‌ها: سی‌دی ال‌پی کاست                                                | ۸۵               | ۴۴               | ۸                | ۱۰               | —                | —                | —                | ۵۴               | ۴۵               | ۱۵               | - بریتانیا: (۲۴۵,۰۰۰)                   | - بریتانیا: طلا - آمریکا: پلاتین - Aآمریکا: طلا                                                               |
| نامبر وانز (آلبوم)                                                                                  | - انتشار: ۱۸ نوامبر ۲۰۰۳ - ناشر: اپیک - فرمت‌ها: کاست، سی‌دی، video سی‌دی، دی‌وی‌دی، HDسی‌دی، UMD Mآمریکاic Video | ۱۳               | ۲                | ۱                | ۵                | ۲                | ۱۷               | ۱                | ۱۷               | ۹                | ۱                | - آمریکا: 5,054,000                     | - آمریکا: ۴× پلاتین - Aآمریکا: ۶× پلاتین - آلمان: طلا - نیوزیلند: ۴× پلاتین - سوئد: طلا - بریتانیا: ۹× پلاتین |
| غیرمعمول/ تریلر                                                                                     | - انتشار: ۲۰۰۴ - ناشر: موتاون - فرمت‌ها: ال‌پی، سی‌دی                                                          | —                | ۲۵               | ۸۷               | ۶۵               | —                | —                | —                | —                | —                | —                |                                         | |
| بد / خطرناک                                                                                         | - انتشار: ۲۰۰۴ - ناشر: اپیک - فرمت‌ها: سی‌دی                                                                  | —                | ۲۷               | —                | ۸۵               | ۵۸               | —                | —                | —                | —                | ۱۶۳              |                                         | |
| مجموعه نهایی                                                                                        | - انتشار: ۱۷ نوامبر ۲۰۰۴ - ناشر: اپیک - فرمت‌ها: سی‌دی/دی‌وی‌دی                                                 | ۱۵۴              | —                | ۲۹               | ۲۹               | ۳۷               | ۴۶               | —                | ۲۹               | ۳۳               | ۷۵               |                                         | - آمریکا: پلاتین                                                                                              |
| مجموعه اصلی مایکل جکسون                                                                             | - انتشار: ۱۹ ژوئیه ۲۰۰۵ - ناشر: اپیک - فرمت‌ها: ال‌پی، سی‌دی                                                   | ۳۱               | ۱                | ۴                | ۱                | ۱۰               | ۱۹               | ۱                | ۲۳               | ۲                | ۱                | - آمریکا: 2,120,000 - بریتانیا: 829,884 | - آمریکا: ۴× پلاتین - آمریکا: ۹× پلاتین - فرانسه: ۲× طلا - نیوزیلند: ۲× پلاتین - بریتانیا: ۴× پلاتین          |
| خون روی زمین رقص: تاریخ در میکس / شکست‌ناپذیر                                                        | - انتشار: ۲۰۰۶ - ناشر: اپیک - فرمت‌ها: سی‌دی                                                                  | —                | —                | —                | ۱۲۵              | —                | —                | —                | —                | —                | ۱۱۲              |                                         | |
| رؤیایی: تک ویدئوها                                                                                  | - انتشار: ۲۰ فوریه ۲۰۰۶ - ناشر: اپیک - فرمت‌ها: DualDisc                                                     | —                | —                | —                | —                | —                | —                | ۲۷               | —                | —                | —                |                                         | |
| 50 Best Songs – The موتاون Years: Michael Jackson & The Jackson 5 (Les 50 plآمریکا belles chansons) | - انتشار: ۲۰۰۷ - ناشر: موتاون - فرمت‌ها: سی‌دی                                                                | —                | ۱۴               | —                | ۴                | ۳۶               | ۴                | ۱۲               | ۷                | ۱۹               | ۴                |                                         | - آمریکا: طلا - بریتانیا: طلا                                                                                 |
| پادشاه پاپ                                                                                          | - انتشار: ۲۲ اوت ۲۰۰۸ - ناشر: اپیک - فرمت‌ها: سی‌دی                                                           | —                | ۵                | —                | ۱                | ۱                | ۱                | ۶                | ۱                | ۱                | ۳                |                                         | - آمریکا: ۲× پلاتین - فرانسه: پلاتین - آلمان: ۵× طلا - نیوزیلند: طلا - بریتانیا: پلاتین                       |
| طلا                                                                                                 | - انتشار: ۲۶ اوت ۲۰۰۸ - ناشر: موتاون - فرمت‌ها: سی‌دی                                                         | ۱۳۹              | —                | —                | —                | —                | ۶۰               | —                | —                | —                | —                |                                         | |
| خطرناک / خطرناک: فیلم‌های کوتاه                                                                      | - انتشار: ۲۰۰۸ - ناشر: اپیک - فرمت‌ها: سی‌دی/دی‌وی‌دی                                                           | —                | ۶۲               | —                | —                | —                | —                | —                | —                | —                | —                |                                         | |
| کلکسیون                                                                                             | - انتشار: ۲۹ ژوئن ۲۰۰۹ - ناشر: اپیک - فرمت‌ها: سی‌دی                                                          | —                | ۲                | —                | ۱                | ۲                | ۲                | —                | ۱                | ۴                | ۱۴               |                                         | - فرانسه: پلاتین                                                                                              |
| کالکشن قطعی                                                                                         | - انتشار: ۲۵ اوت ۲۰۰۹ - ناشر: موتاون - فرمت‌ها: سی‌دی                                                         | ۳۹               | —                | —                | —                | —                | —                | —                | —                | —                | —                |                                         | |
| افسانه پاپ                                                                                          | - انتشار: ۲۰۰۹ - ناشر: Pias فرانسهnce - فرمت‌ها: سی‌دی/دی‌وی‌دی                                                 | —                | —                | —                | ۱۹               | —                | —                | —                | —                | —                | —                |                                         | |
| کالکشن ضروری                                                                                        | - انتشار: ۲۱ ژوئن ۲۰۱۳ - ناشر: MJJ Productions - فرمت‌ها: Digital download                                   |                  |                  |                  |                  |                  |                  |                  |                  |                  |                  |                                         | |
| ‌کالکشن فوقالعاده طرفداران اضافی                                                                     | - انتشار: ۲۴ ژوئن ۲۰۱۳ - ناشر: MJJ Productions - فرمت‌ها: سی‌دی                                               |                  |                  |                  |                  |                  |                  |                  |                  |                  |                  |                                         | |
| فریاد                                                                                               | - انتشار: ۲۹ سپتامبر ۲۰۱۷ - ناشر: Sony - فرمت‌ها: ال‌پی، سی‌دی، digital download                               | ۳۳               | ۱۴               | ۶۹               | ۲۸               | ۲۲               | ۳۰               | —                | ۹                | ۳۴               | ۹                | - فرانسه: 3,300                         | |

- In the United States, between May 25, 1991 and November 25, 2009, catalog albums (albums at least 18 months old, have fallen below No. 100 on the بیلبورد ۲۰۰ chart and do not have an active single on the Billboard radio charts) were not eligible to chart on the Billboard 200, but could only chart on the Top Catalog Albums, so between November 20, 2003 and November 25, 2009, Billboard launched the Top Comprehensive Albums chart that included current and catalog albums.[۶۹][۷۰][۷۱][۷۲] Here, a list of his albums reached a major position in this chart while not eligible for the Billboard 200: Number Ones (#1), The Essential Michael Jackson (#2), Greatest Hits: HIStory, Volume 1 (#28), The Ultimate Collection (#32) and 7 سی‌دی Mega Bundle (#78). Here a list of his current albums (at the time) reached a minor position in this chart caآمریکاe the presence of the catalog albums: The Definitive Collection (#43), The Stripped Mixes (#67), Selections فرانسهom Michael Jackson's This Is It (#102) and طلا (#166).[۷۳]

## دیگر آلبوم‌ها (ریمیکس و موسیقی متن)
| ای.تی. موجود فرازمینی                                                                                                 | - نوع: کتاب صوتی / موسیقی‌متن - تاریخ انتشار: نوامبر ۱۹۸۲ - ناشر: اپیک - فرمت‌ها: ال‌پی، cassette                         | —   | —  | —  | —  | —  | —  | —  | —  | —  | ۸۲ | |
| The Michael Jackson Mix                                                                                               | - نوع: آلبوم ریمیکس - تاریخ انتشار: ۱۹۸۷ - ناشر: Stylus - فرمت‌ها: ال‌پی، cassette, سی‌دی                                 | —   | —  | —  | —  | —  | —  | —  | —  | —  | ۲۷ | - بریتانیا: پلاتین |
| خون روی زمین رقص: تاریخ در میکس                                                                                       | - نوع: آلبوم ریمیکس / آلبوم استودیویی - تاریخ انتشار: ۱۱ مه ۱۹۹۷ - ناشر: اپیک - فرمت‌ها: ال‌پی، cassette, سی‌دی، MiniDisc | ۲۴  | ۲  | ۱۶ | ۱  | ۲  | ۱  | ۱  | ۱  | ۲  | ۱  | - آمریکا: پلاتین - استرالیا: پلاتین - کانادا: طلا - فرانسه: پلاتین - آلمان: طلا - NL: پلاتین - نیوزیلند: پلاتین - سوئد: پلاتین - بریتانیا: طلا             |
| Off the Wall – Special Edition                                                                                        | - نوع: Re-issue / آلبوم استودیویی - تاریخ انتشار: ۱۶ اکتبر ۲۰۰۱ - ناشر: Motown - فرمت‌ها: سی‌دی                          | a   | a  | ۱۰ | ۵۳ | a  | —  | a  | a  | —  | a  | |
| Thriller – Special Edition                                                                                            | - نوع: Re-issue / آلبوم استودیویی - تاریخ انتشار: ۱۶ اکتبر ۲۰۰۱ - ناشر: اپیک - فرمت‌ها: سی‌دی                            | a   | a  | ۶  | ۳۳ | ۶۰ | ۷۷ | a  | a  | ۳۸ | a  | |
| بد - نسخه ویژه | - نوع: Re-issue / آلبوم استودیویی - تاریخ انتشار: ۱۶ اکتبر ۲۰۰۱ - ناشر: اپیک - فرمت‌ها: سی‌دی                            | a   | a  | ۸  | ۴۳ | a  | ۹۶ | a  | ۹۱ | ۶۳ | a  | |
| Danآلمانous – Special Edition                                                                                         | - نوع: Re-issue / آلبوم استودیویی - تاریخ انتشار: ۱۶ اکتبر ۲۰۰۱ - ناشر: اپیک - فرمت‌ها: سی‌دی                            | a   | a  | ۱۳ | ۶۳ | a  | —  | a  | a  | —  | a  | |
| تریلر ۲۵ | - نوع: Re-issue / آلبوم استودیویی - تاریخ انتشار: ۱۲ فوریه ۲۰۰۸ - ناشر: اپیک - فرمت‌ها: ال‌پی، سی‌دی، دی‌وی‌دی              | a   | a  | ۲  | ۱  | ۲  | ۲  | ۱  | ۲  | ۱  | ۳  | - کانادا: طلا - سوئد: طلا - بریتانیا: پلاتین |
| The Stripped Mixes | - نوع: آلبوم ریمیکس - تاریخ انتشار: ۲۸ ژوئیه ۲۰۰۹ - ناشر: Motown - فرمت‌ها: ال‌پی، سی‌دی                                  | ۵۷  | —  | —  | —  | —  | —  | —  | —  | —  | ۷۶ | |
| سوئیت ریمیکس | - نوع: آلبوم ریمیکس - تاریخ انتشار: ۲۰ اکتبر ۲۰۰۹ - ناشر: Motown - فرمت‌ها: ال‌پی، سی‌دی                                  | ۱۷۵ | —  | —  | ۵۶ | —  | —  | —  | —  | —  | —  | |
| این آخرش است | - نوع: موسیقی‌متن / Best of - تاریخ انتشار: ۲۶ اکتبر ۲۰۰۹ - ناشر: اپیک - فرمت‌ها: ال‌پی، سی‌دی                             | ۱   | ۲  | ۱  | ۱  | ۳  | ۱  | ۱  | ۳  | ۲  | ۳  | - آمریکا: ۲× Multi-پلاتین - استرالیا: پلاتین - کانادا: ۲× پلاتین - فرانسه: ۳× پلاتین - آلمان: طلا - NL: پلاتین - نیوزیلند: ۲× پلاتین - بریتانیا: ۲× پلاتین |
| Selections from Michael Jackson's This Is It                                                                          | - نوع: EP - تاریخ انتشار: ۲۶ اکتبر ۲۰۰۹ - ناشر: اپیک                                                                   | ۹۱  | —  | —  | —  | —  | —  | —  | —  | —  | —  | |
| جاویدان | - نوع: موسیقی‌متن / آلبوم ریمیکس - تاریخ انتشار: ۲۱ نوامبر ۲۰۱۱ - ناشر: اپیک - فرمت‌ها: سی‌دی                             | ۲۴  | ۴۳ | ۲۸ | ۴۲ | ۲۳ | ۱۷ | ۳۵ | ۱۶ | ۱۷ | ۶۵ | |
| بد ۲۵ | - نوع: Re-issue / آلبوم استودیویی - تاریخ انتشار: ۱۸ سپتامبر ۲۰۱۲ - ناشر: اپیک - فرمت‌ها: ال‌پی، سی‌دی                    | ۴۶  | a  | —  | ۵  | ۴  | ۶  | a  | ۲  | a  | a  | |
| "—" denotes releases that did not chart "a" – In these countries, the re-issues were counted with the original album. | |     |    |    |    |    |    |    |    |    |    | |